# Azul Bondi

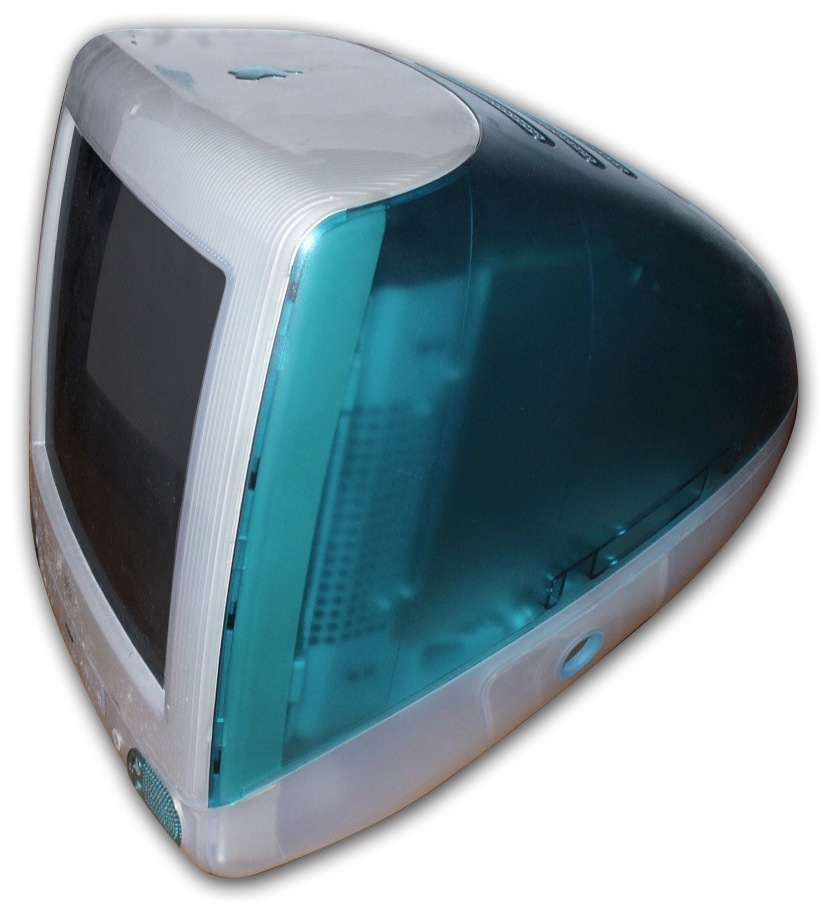
Computadora personal iMac G3 en color Bondi blue (1998)

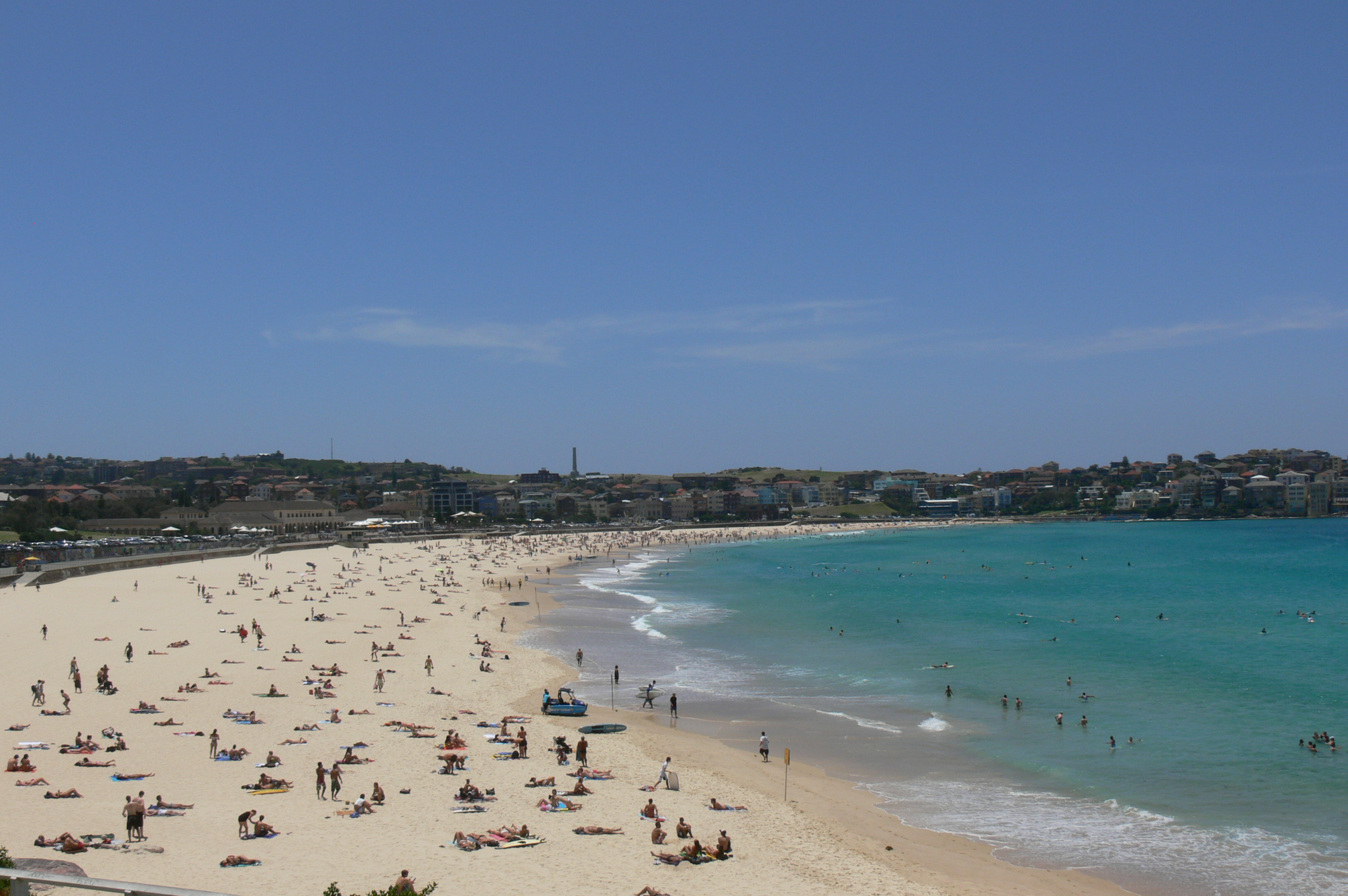
Bondi Beach, en Australia

El azul Bondi (del inglés Bondi blue) es un color Azul verde, similar al turquesa, que ganó popularidad a partir de su creación, en 1998, como color de carcasa para un modelo de computadora personal producido por la firma Apple.
En ese año, Steve Jobs, CEO de Apple, Inc., presentó un nuevo modelo de ordenador personal llamado iMac G3 durante una conferencia de prensa en Cupertino, California. Excepto el teclado y el ratón, todo estaba incluido en el cuerpo del aparato, y la parte posterior de su carcasa era de acrílico transparente, de un color aturquesado que había sido bautizado por la empresa como Bondi blue, «azul Bondi», en alusión al color de las aguas de Bondi Beach, una playa de Sídney, Australia. El responsable del diseño del producto fue Jonathan Ive.
El color causó sensación, ya que las computadoras personales del momento eran casi invariablemente opacas y de color beige claro. El iMac se convirtió en un éxito de ventas y significó una recuperación económica para Apple.
El modelo original de iMac G3 salió inicialmente al mercado con la combinación de colores azul Bondi y blanco, pero luego se lanzaron otras versiones en más colores. El iMac G3 original se considera un ícono del diseño industrial de finales de la década de 1990.